# The Roots
The Roots — американський хіп-хоп гурт, заснований у 1987 році Таріком «Black Thought» Троттером і Ахміром «Questlove» Томпсоном у Філадельфії, штат Пенсільванія, США. The Roots виступали як постійний гурт у шоу NBC The Tonight Show з Джиммі Феллоном, а з 2009 по 2014 рік виступали в тій самій ролі в Late Night з Джиммі Феллоном. The Roots відомі джазовим та еклектичним підходом до хіп-хопу з живими музичними інструментами, і робота групи незмінно зустрічала схвалення критиків. Кілька членів The Roots мають сайд-проєкти, включаючи продюсування та акторство, а також регулярно беруть участь у записі альбомів інших музикантів і концертах.

## Історія

### 1987—1993: Ранні роки
The Roots засновані у Філадельфії з Ахміром «Questlove» Томпсоном і Таріком «Black Thought» Троттером, коли вони обидва відвідували Філадельфійську середню школу творчих і виконавських мистецтв. Questlove грав на барабанах, а Black Thought читав реп під його ритми. Їхнім першим організованим концертом було шоу талантів у 1989 році в школі, де вони використовували назву Radio Activity. Це поклало початок серії змін назви: від Black to the Future до The Square Roots.
Ще один МС, Malik B, і постійний бас-гітарист, Леонард Hub Хаббард, приєдналися до гурту перед випуском їхнього першого альбому. 1992 року вони викинули слово «Square» із «The Square Roots», оскільки на назву претендувала місцева фолкгрупа.
Не досягнувши успіху у рідній Філадельфії, гурт ненадовго переїхав до Лондона, де в 1993 році випустив дебютний альбом Organix. Альбом був виданий і продавався незалежно. Протягом року гурт став культовим у Європі, і активно гастролював. The Roots отримували пропозиції від музичних лейблів, і група зрештою підписала контракт з DGC/Geffen.

### 1994—1997:Do You Want More?!!!??!іIlladelph Halflife
Перший альбом The Roots для DGC, Do You Want More?!!!??!, вийшов у США через рік після підписання контракту. Під час запису до гурту приєдналися бітбоксер Rahzel і клавішник Скотт Сторч. Приєднання двох учасників додало глибини звучанню гурту та активізувало філадельфійські джем-сешни The Roots, які група пізніше використовувала для пісень на Do You Want More?!!!??!. Альбом характеризується поєднанням сучасного хіп-хопу та джазу східного узбережжя. Альбом мав помірний успіх серед шанувальників альтернативної музики. Гурт виступив на Lollapalooza, а у 1995 році — на джазовому фестивалі в Монтре. За роки, що минули з моменту випуску, Do You Want More?!!!??! став вважатися класичним джазовим реп-альбомом.
Illadelph Halflife, що вийшов у 1996 році став третім альбомом групи та першим, який потрапив у топ-40 чарту Billboard 200, що частково спричинила трансляція на MTV відео «What They Do» і «Clones», який став їхнім першим синглом, який потрапив до першої п'ятірки реп-чартів.
Скотт Сторч залишив гурт, і його замінив новий клавішник Камал Грей. У цей період звучання гурту стане темнішим під сильним впливом клану Wu-Tang і похмурого стилю RZA, насиченого зразками старого джазу та класичної музики. Альбом також примітний присутністю багатьох гостями та співавторів, серед яких Common, D'Angelo, Q-Tip та інші. Ця співпраця стала основою для створення музичного колективу Soulquarians і призвела до того, що The Roots почав асоціюватися з піджанром неосоул.

### 1998—2000: Прорив ізThings Fall Apart
Група випустила Things Fall Apart у 1999 році. Це був проривний альбом, який досяг 4 позиції в чартах Billboard 200 і отримав «золотий» статус, що свідчить про продажі в США принаймні 500 000 одиниць. У квітні 2013 року альбом став платиновим.
На 42-й церемонії вручення премії Греммі «You Got Me» здобув нагороду за найкраще реп-виконання дуетом або групою, також альбом був номінований як найкращий реп-альбом.

### 2001—2005:PhrenologyіThe Tipping Point
Кілька учасників, у тому числі давній учасник Malik B, покинули групу. У грудні 2001 року The Roots підтримали Jay-Z на його концерті MTV Unplugged.
The Roots випустили платівку Phrenology (названу на честь однойменної псевдонауки) у 2002 році. Попри те, що вона не досягла таких високих позицій, як Things Fall Apart, альбом був комерційно успішним, отримав золотий сертифікат і заробив номінацію Греммі за найкращий реп-альбом.
Після Phrenology Бен Кенні та Scratch залишили групу; Кенні приєднався до рок-гурту Incubus. The Tipping Point, що вийшов 2004 року, був побічним продуктом кількох джем-сейшнів. Альбом отримав ще дві номінації на Греммі: одну за найкраще урбан/альтернативне виконання за трек «Star/Pointro» та іншу за найкраще реп-виконання дуету або групи за трек «Don't Say Nuthin'». The Tipping Point посів 4 місце в чарті альбомів Billboard. 2005 року вийшов дводисковий альбом-компіляція Home Grown! The Beginner's Guide to Understanding the Roots, Volumes 1 & 2. The Roots були одними з кількох виконавців у фільмі 2006 року Block Party Дейва Шапела, презентація якого відбулася 18 вересня 2004 року.

### 2006—2008:Game TheoryіRising Down
Game Theory вийшов 29 серпня 2006 року на Def Jam Recordings. Questlove описує альбом як дуже похмурий, який показує політичний стан в Америці. Альбом отримав дві номінації на Греммі. Покійний Джей Ділла, американський продюсер та репер, вшановується в альбомі кілька разів.
Восьмий студійний альбом The Roots Rising Down вийшов 29 квітня 2008 року, у 16-ту річницю заворушень у Лос-Анджелесі 1992 року. Альбом зберігає темний і політичний тон. Rising Down отримав схвальні відгуки критиків.

### 2009—2010:How I Got Over і Wake Up!
Альбом How I Got Over демонструє полегшення, яке група відчула після закінчення правління Буша та початку президентства Обами. Замість того, щоб покладатися на семпли, альбом був записаний наживо, з каверами (включаючи «Celestial Blues», за участю оригінального виконавця пісні, Енді Бея), переосмисленими гуртом. Альбом вийшов 22 червня 2010 року.
24 червня 2009 року The Roots дебютували з першим синглом і заголовною піснею з альбому наживо на Late Night з Джиммі Феллоном.
The Roots співпрацювали з R&B-співаком Джоном Леджендом над альбомом Wake Up!. Цей альбом вийшов 21 вересня 2010 року.

### 2011—2014:Undunі…And Then You Shoot Your Cousin
The Roots випустили тринадцятий альбом Undun через Def Jam Records 6 грудня 2011 року. Undun розповідає історію напіввигаданого персонажа Редфорда Стівенса, який намагається уникнути злочинного життя та швидких грошей. Назва альбому натхненна піснею The Guess Who «Undun», а персонаж був названий на честь пісні Суф'яна Стівенса Redford. В альбомі брали участь виконавці Аарон Лівінгстон, Big K.R.I.T., Phonte, Dice Raw, Грег Порн, Трак Норт, Білал і Суф'ян Стівенс.
The Roots і Елвіс Костелло випустили Wise Up Ghost 17 вересня 2013 року на Blue Note Records.
19 травня 2014 року гурт випустив …And Then You Shoot Your Cousin. Black Thought описав альбом як сатиричний погляд на насильство в хіп-хоп і американське суспільство в цілому.

### 2015–present:End Game
В інтерв'ю Fuse TV Questlove сказав, що у нього також є «два чи три секретні великі музичні проєкти, над якими я працюю, про які я не можу говорити». У вересні 2016 року The Roots виступили з Ашером на Благодійному концерті Global Citizen у Монреалі, Канада, що викликало припущення про співпрацю між двома гуртами. У жовтні 2016 року група анонсувала студійний альбом End Game. Black Thought у червні 2017 року оголосив, що продюсери 9th Wonder і Салаам Ремі візьмуть участь у створенні альбому, а в березні 2019 року Questlove оголосив, що на ньому також буде неопублікований біт Джея Ділли.
The Roots були серед сотень артистів, чий матеріал був знищений під час пожежі на студії Universal 2008 року. Відповідаючи на запитання Times, Questlove підтвердив, що оригінали Do You Want More?!!!??! і Illadelph Halflife знищені у вогні.

## Учасники гурту

### Поточні учасники
- Black Thought — реп і вокал (1987–дотепер)
- Questlove — барабани, бек-вокал, бітбоксинг (1987–тепер)
- Камал Ґрей — клавішні, бек-вокал (1994–тепер)
- Капітан Кірк Дуглас — гітари, вокал (2003—теперішній час)
- Туба Ґудінг молодший (Деймон Брайсон) — сузафон, туба (2007–тепер)
- Джеймс Пойзер — клавішні (2009—тепер)
- Рей Енгрі — клавішні (2010—теперішній час)
- Марк Келлі — бас-гітара, синтезатор бас-гітари, муг (2011–теперішній час)
- Ієн Хендріксон-Сміт — флейти, саксофони (2015–тепер)
- Дейв Гай — труба (2015—теперішній час)
- Стро Елліот — бітбокс, перкусія, семплування, бубон, Ableton, HandSonic, SPD-SX, гра на барабанах, клавішні (2017–теперішній час)
- Джеремі Елліс — бітбокс, семплування, аркад машин семплер, міді файтер, фінгер драммінг (2014–теперішній час)

### Колишні учасники
- Malik B. — реп-вокал (1987—1999; помер 2020)
- Джош 'Rubberband' Абрамс — бас (1992—1994)
- Кеньятта 'Kid Crumbs' Воррен — реп-вокал (1993)
- Скотт Сторч — клавішні (1993—1995)
- Ніккі Йо — клавішні (1994)
- Hub — бас (1994—2007; помер у 2021)
- Rahzel — бітбоксинг (1995—2001)
- Dice Raw — реп-вокал (1995—2001) (частий співавтор гурту)
- Scratch — бітбоксинг (1996—2003)
- Ф. Наклз — перкусія (2001—2017)
- Бен Кенні — гітара, бас (2000—2003)
- Мартін Лютер — гітара, вокал (2003—2004)
- Оуен Біддл — бас (2007—2011)

## Дискографія

### Студійні альбоми
- Organix (1993)
- Do You Want More?!!!??! (1995)
- Illadelph Halflife (1996)
- Things Fall Apart (1999)
- Phrenology (2002)
- The Tipping Point (2004)
- Game Theory (2006)
- Rising Down (2008)
- How I Got Over (2010)
- Undun (2011)
- …And Then You Shoot Your Cousin (2014)